# Platylophus (Cunoniaceae)
Pour les articles homonymes, voir Platylophus.
Genre
Classification phylogénétique
Platylophus est un genre de plantes à fleurs natives de l'hémisphère Sud, avec trois espèces appartenant à la famille des Cunoniacées. 

## Espèces
| - Platylophus nemoralis - Platylophus obscurus - Platylophus trifoliatus |